# Irina Maria Bara
Irina Maria Bara, ou Irina Bara, née le 18 mars 1995 à Ștei, est une joueuse de tennis roumaine, professionnelle depuis 2012.
En 2018, elle atteint les quarts de finale de Roland-Garros en double avec sa compatriote Mihaela Buzărnescu pour sa première participation à un tournoi du Grand Chelem.

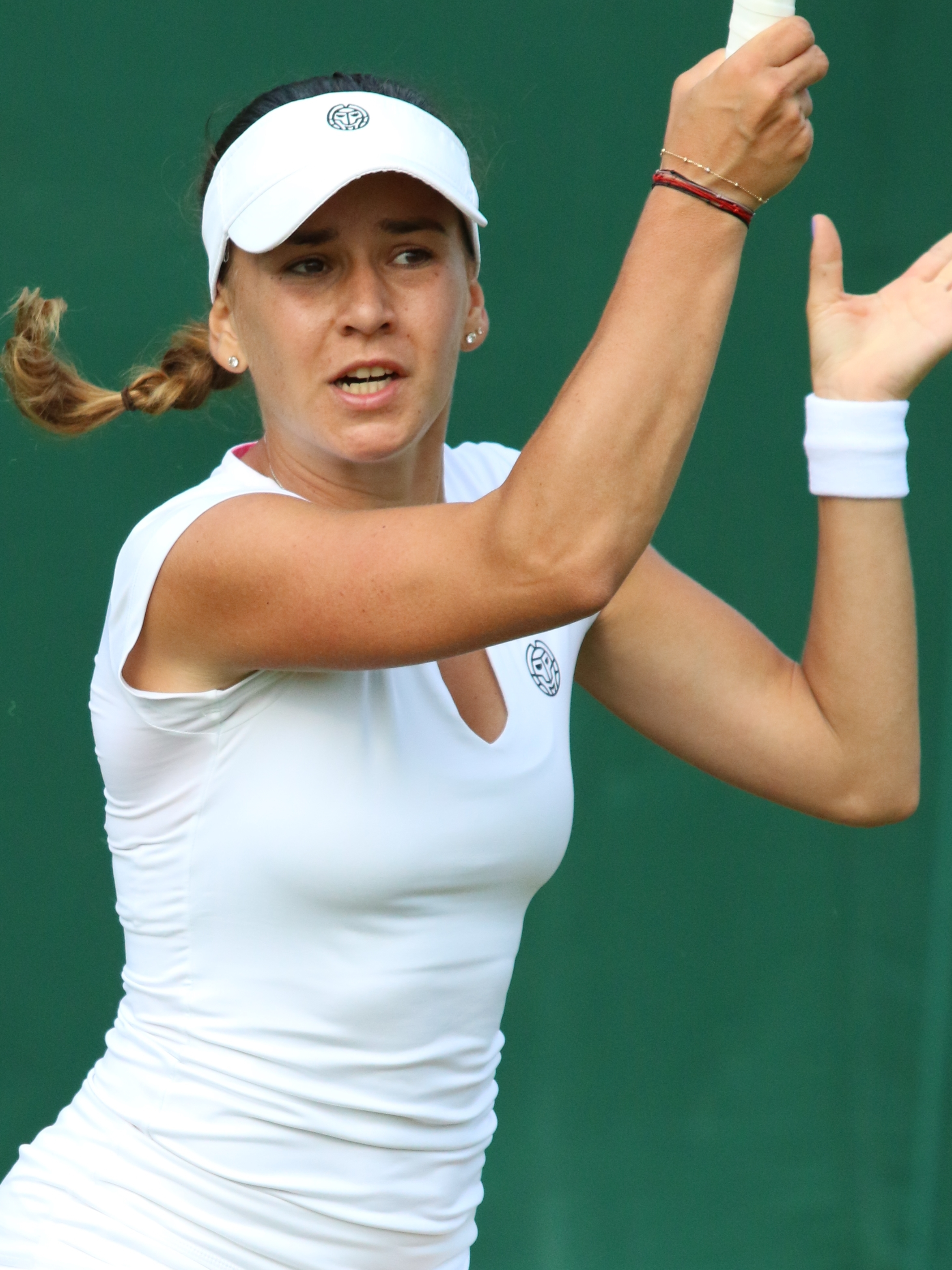
Irina Bara à Wimbledon en 2019

## Palmarès

### Titre en double dames
| No | Date       | Nom et lieu du tournoi        | Catégorie | Dotation  | Surface    | Partenaire         | Finalistes                                  | Score            |          |
| -- | ---------- | ----------------------------- | --------- | --------- | ---------- | ------------------ | ------------------------------------------- | ---------------- | -------- |
| 1  | 25-10-2021 | Transylvania Open Cluj-Napoca | WTA 250   | 235 238 $ | Dur (int.) | Ekaterine Gorgodze | Aleksandra Krunić Lesley Pattinama-Kerkhove | 4-6, 6-1, [11-9] | Parcours |

### Finale en double dames
| No | Date       | Nom et lieu du tournoi        | Catégorie | Dotation  | Surface      | Vainqueures                        | Partenaire    | Score            |          |
| -- | ---------- | ----------------------------- | --------- | --------- | ------------ | ---------------------------------- | ------------- | ---------------- | -------- |
| 1  | 31-03-2025 | Copa Colsanitas Zurich Bogota | WTA 250   | 275 094 $ | Terre (ext.) | Cristina Bucșa Sara Sorribes Tormo | Laura Pigossi | 5-7, 6-2, [10-5] | Parcours |

### Titres en double en WTA 125
| No | Date       | Nom et lieu du tournoi         | Catégorie | Dotation  | Surface      | Partenaire         | Finalistes                           | Score            |          |
| -- | ---------- | ------------------------------ | --------- | --------- | ------------ | ------------------ | ------------------------------------ | ---------------- | -------- |
| 1  | 07-09-2021 | Karlsruhe Open Karlsruhe       | WTA 125   | 115 000 $ | Terre (ext.) | Ekaterine Gorgodze | Katarzyna Piter Mayar Sherif         | 6-3, 2-6, [10-7] | Parcours |
| 2  | 01-11-2021 | Argentina Open Buenos Aires    | WTA 125   | 115 000 $ | Terre (ext.) | Ekaterine Gorgodze | María Carlé Despina Papamichail      | 5-7, 7-5, [10-4] | Parcours |
| 3  | 15-11-2021 | Montevideo Open Montevideo     | WTA 125   | 115 000 $ | Terre (ext.) | Ekaterine Gorgodze | Carolina Alves Marina Bassols Ribera | 6-4, 6-3         | Parcours |
| 4  | 28-03-2022 | Andalucia Open Marbella        | WTA 125   | 115 000 $ | Terre (ext.) | Ekaterine Gorgodze | Vivian Heisen Katarzyna Kawa         | 6-4, 3-6, [10-6] | Parcours |
| 5  | 15-11-2022 | Buenos Aires Open Buenos Aires | WTA 125   | 115 000 $ | Terre (ext.) | Sara Errani        | Jang Su-jeong You Xiaodi             | 6-1, 7-5         | Parcours |

### Finale en double en WTA 125
| No | Date       | Nom et lieu du tournoi | Catégorie | Dotation  | Surface      | Vainqueures                       | Partenaire       | Score    |          |
| -- | ---------- | ---------------------- | --------- | --------- | ------------ | --------------------------------- | ---------------- | -------- | -------- |
| 1  | 17-07-2023 | BCR Iași Open Iași     | WTA 125   | 115 000 $ | Terre (ext.) | Veronika Erjavec Dalila Jakupović | Monica Niculescu | 6-4, 6-4 | Parcours |

## Parcours en Grand Chelem

### En simple dames
| Année | Open d'Australie | Open d'Australie    | Internationaux de France | Internationaux de France | Wimbledon      | Wimbledon           | US Open | US Open           |
| ----- | ---------------- | ------------------- | ------------------------ | ------------------------ | -------------- | ------------------- | ------- | ----------------- |
| 2017  | —                | —                   | —                        | —                        | Q1             | Barbara Haas        | Q2      | Bernarda Pera     |
| 2018  | Q2               | Bernarda Pera       | Q3                       | Caroline Dolehide        | Q2             | Conny Perrin        | Q1      | Gail Brodsky      |
| 2019  | Q1               | V. Grammatikopoúlou | Q1                       | Anhelina Kalinina        | Q2             | Elena-Gabriela Ruse | Q1      | Kirsten Flipkens  |
| 2020  | Q1               | Laura Ioana Paar    | 3e tour (1/16)           | Sofia Kenin              | Annulé         | Annulé              | —       | —                 |
| 2021  | Q1               | Yuki Naito          | 1er tour (1/64)          | Astra Sharma             | Q1             | Cristina Bucșa      | Q1      | Caroline Dolehide |
| 2022  | 1er tour (1/64)  | Nuria Párrizas Díaz | 1er tour (1/64)          | Yulia Putintseva         | 2e tour (1/32) | Paula Badosa        | Q1      | Kayla Day         |
| 2023  | Q1               | Léolia Jeanjean     | —                        | —                        | Q1             | Taylor Townsend     | Q2      | Moyuka Uchijima   |
| 2024  | Q2               | Eva Lys             | Q1                       | Dalila Jakupović         | Q1             | Gabriela Knutson    | Q2      | Arina Rodionova   |

N.B. : à droite du résultat se trouve le nom de l'ultime adversaire.

### En double dames
| 2018 | —                                                                                        | —                                                                                | 1/4 de finale M. Buzărnescu \|\| style="text-align:left;" \| Chan H.-c. Yang Z.     | 1er tour (1/32) A. Cornet \|\| style="text-align:left;" \| A. Klepač M.J. Martínez | 1er tour (1/32) A. Cornet \|\| style="text-align:left;" \| T. Bacsinszky V. Zvonareva |   |
| 2019 | 1/8 de finale M. Niculescu \|\| style="text-align:left;" \| R. Atawo K. Srebotnik        | 1er tour (1/32) D. Jakupović \|\| style="text-align:left;" \| G. Dabrowski Xu Y. | 1er tour (1/32) M. Linette \|\| style="text-align:left;" \| N. Melichar K. Peschke  | —                                                                                  | —                                                                                     |   |
| 2020 | 1er tour (1/32) E. Alexandrova \|\| style="text-align:left;" \| K. Christian A. Guarachi | 1er tour (1/32) F. Stollár \|\| style="text-align:left;" \| M. Doi M. Niculescu  | Annulé                                                                              | Annulé                                                                             | —                                                                                     | — |
| 2022 | 1er tour (1/32) E. Gorgodze \|\| style="text-align:left;" \| M. Bouzková L. Hradecká     | 1er tour (1/32) E. Gorgodze \|\| style="text-align:left;" \| M. Keys T. Townsend | 1er tour (1/32) E. Gorgodze \|\| style="text-align:left;" \| D. Collins D. Krawczyk |                                                                                    |                                                                                       |   |

N.B. : le nom de la partenaire se trouve sous le résultat ; le nom des ultimes adversaires se trouve à droite.

## Classements WTA en fin de saison
| Année          | 2012 | 2013 | 2014 | 2015 | 2016 | 2017 | 2018 | 2019 | 2020 | 2021 | 2022 | 2023 | 2024 |
| Rang en simple | 1018 | 663  | 443  | 337  | 244  | 214  | 141  | 162  | 119  | 132  | 173  | 173  | 260  |
| Rang en double | 564  | 397  | 288  | 290  | 151  | 132  | 77   | 85   | 106  | 96   | 108  | 120  | 197  |

Source : (en) Classements de Irina Maria Bara sur le site officiel de la Fédération internationale de tennis